# NGC 3786
NGC 3786 је спирална галаксија у сазвежђу Велики медвед која се налази на NGC листи објеката дубоког неба.
Деклинација објекта је + 31° 54' 31" а ректасцензија 11h 39m 42,5s. Привидна величина (магнитуда) објекта NGC 3786 износи 12,4 а фотографска магнитуда 13,4. Налази се на удаљености од 41,6000 милиона парсека од Сунца. NGC 3786 је још познат и под ознакама UGC 6621, MCG 5-28-8, MK 744, KCPG 295A, CGCG 157-9, VV 228, ARP 294, KUG 1137+321, PGC 36158.